# TOEFL
TOEFL (siglas de Test of English as a Foreign Language, Prueba de Inglés como Lengua Extranjera) es una prueba estandarizada de dominio del idioma inglés, específicamente orientada a hablantes no nativos de este idioma. Como estándar, esta prueba es aceptada por muchas instituciones académicas y profesionales de habla inglesa alrededor del mundo, de una manera similar a su contraparte, el IELTS. En el caso del TOEFL las puntuaciones obtenidas son válidas por dos años, al cabo de los cuales se deberá realizar de nuevo la prueba para renovar su validez.
Las siglas "TOEFL" como marca comercial, pertenecen a Educational Testing Service (ETS), una organización sin fines de lucro, que diseña y administra las pruebas.

## Orígenes
Esta prueba fue originalmente desarrollada en el Center for Applied Linguistics de Washington D. C., bajo la dirección del lingüista Dr. Charles A. Ferguson, profesor de la Universidad Stanford.

## Tipos de TOEFL
Actualmente existen varios tipos de pruebas dentro de la común denominación de TOEFL:

### Exámenes con validez internacional
- Internet Based TOEFL (iBT). Consiste en un examen en línea, que se realiza por medio de una computadora. El iBT es hoy el estándar que utilizan la mayoría de los centros que exigen el TOEFL y es el más aceptado por universidades y empresas a nivel mundial. Es el más completo de todos, ya que incluye secciones de evaluación de habilidades verbales y de escritura.[3]

- Paper Based TOEFL (pBT). Este examen se ejecuta en papel común y fue históricamente el primero en ser desarrollado por ETS. Actualmente se sigue aplicando en algunos países y localidades en los que el acceso a un centro de cómputo conectado a internet no está disponible.[4] Debido a la disponibilidad actual de la tecnología, el TOEFL PBT ya no se aplica en muchos países de habla hispana como España o México.[5] No obstante, los resultados obtenidos en esta prueba continúan siendo válidos por dos años a partir de la fecha en la que se obtuvieron.

- TOEFL Junior. Este examen se ejecuta en papel. Es una evaluación diseñada para medir el grado de habilidad de los estudiantes de nivel secundaria o equivalente (11 a 15 años). Mide la capacidad auditiva y de comprensión de lectura así como también el conocimiento de gramática y vocabulario en un contexto académico y social, al tiempo que ayuda en la colocación de estudiantes en programas diseñados para mejorar sus habilidades, intercambios escolares, inscripciones en escuelas de habla inglesa etc.[6]
- TOEFL Primary. Los exámenes TOEFL Primary son evaluaciones de ETS diseñadas para ayudar a darle forma al currículum de inglés de los alumnos de primaria de 8 años en adelante. Puede ser usado para seguir el progreso e identificar las fortalezas y áreas de oportunidad de estos estudiantes. Al igual que los otros exámenes TOEFL, el TOEFL Primary está referenciado al Marco Europeo Común de Referencia para las Lenguas (MECRL).[7]

### Exámenes con validez nacional
Estos exámenes tienen una validez nacional en el país en el que se aplican.
- TOEFL Institutional Testing Program (ITP). Esta prueba está orientada a Universidades, Organizaciones educativas y similares que deseen contar con una forma conveniente, económica y confiable de evaluar habilidades relacionadas con el idioma inglés.[8] Es aplicado en centros autorizados por ETS y se aplica por medio de papel con tecnología de Reconocimiento óptico de marcas.

### Exámenes obsoletos
- Computer Based TOEFL (cBT). Este examen fue segundo tipo creado y como su nombre dice, se ejecutaba en una computadora con un CD. Actualmente este tipo de TOEFL es obsoleto (fue declarado como tal en el 2006[9]) y no es posible presentar el TOEFL en esta modalidad en ningún centro oficial ETS del mundo.

## Sedes homologadas por ETS
Las pruebas TOEFL (en cualquier modalidad) pueden ser tomadas exclusivamente en centros autorizados por ETS. En el caso del TOEFL iBT se puede consultar la ubicación de estas sedes en la página oficial de ETS. En el caso del TOEFL ITP, Primary y Junior, dichas sedes deben ser consultadas con la organización subsidiaria oficial de ETS en el país que corresponda.

## Secciones
El TOEFL está compuesto por cuatro secciones:
- Reading Comprehension o comprensión lectora: cubre la capacidad de lectura y que puede durar entre una hora y hora y media.

- - La sección de comprensión lectora contiene de 4-6 lecturas, cada cual tiene aproximadamente 700 palabras y después hay preguntas sobre la lectura. Las lecturas tratan de temas académicos. Son el tipo de material que se podría encontrar en un libro universitario. Las lecturas se requiere compresión de funciones retóricas, por ejemplo: causa y efecto, comparación y argumentación. Los estudiantes contestan preguntas sobre ideas centrales, detalles, deducciones, información clave, inserción de oraciones, vocabulario, el fin retórico e ideas generales. Nuevos tipos de preguntas en el examen TOEFL iBT requieren rellenar tablas o contar resúmenes. No es necesario conocimiento previo del tema de la lectura  para llegar a la respuesta correcta. (**Esta sección es traducción de la información en la misma página de Wikipedia en inglés**).
- Listening Comprehension o comprensión auditiva: cubre la capacidad para comprender el lenguaje hablado y que puede durar entre una hora y una hora y media.
  - La sección de comprensión auditiva contiene seis pasajes de 3 a 5 minutos de duración y preguntas sobre los pasajes. Estos pasajes incluyen dos conversaciones estudiantiles y cuatro charlas, pláticas o discusiones académicas. Un conversación involucra a dos personas, un estudiante y un docente/un profesor u otro empleado de la universidad. Una plática o una charla en esta sección trataría de una idea completa la cual podría incluir participación de estudiantes, pero la cual no requiere conocimiento previo del tema para contestar las preguntas o para entender el contenido.
  - Cada conversación y plática se escucha una vez solamente. Los que toman el examen pueden tomar apuntes mientras que escuchan a la conversación y mirar los apuntes mientras que contestan las preguntas. Hay cinco preguntas de cada conversación y seis preguntas de cada plática. La intención de las preguntas es medir la capacidad de quien toma el TOEFL para entender ideas centrales, detalles importantes, significados insinuados, relaciones entre ideas, organización de información e intención y actitud del orador. **Esta sección es traducción de la información en la misma página de Wikipedia en inglés**
- Speaking o sección oral: que cubre la capacidad para comunicar el lenguaje hablado. Esta sección no se presenta en todos los tipos de TOEFL. Esta sección no está implementada en la modalidad pBT.
  - La sección oral contiene seis retos: dos retos independientes y cuatro retos integrados. Para los dos retos independientes se opina sobre temas conocidos. Los que toman el examen son evaluados por su habilidad de hablar espontáneamente y expresar sus ideas claramente y coherentemente. En dos de los retos integrados, los que toman el examen leen un corto pasaje, escuchan a una corta plática o conversación y contesten a una pregunta combinando información adecuada de lo que leyó y escuchó.  En los otros dos retos integrados, se escucha a una charla académica o una conversación estudiantil sobre la vida en el campus y responden a una pregunta sobre lo que hayan escuchado. En los retos integrados, la evaluación sería basada en la habilidad de sintetizar adecuadamente y expresar efectivamente información de lo que leyó y escuchó. Se puede tomar apuntes mientras que escuchan y leen y utilizar los apuntes para preparar su respuesta. Se puede tomar un corto período de preparación antes de dar la respuesta verbal. Las respuestas son grabadas digitalmente, enviadas a OSN y evaluados por 3-6 jueces.
- Writing o sección de escritura: que cubre la capacidad de escritura. Esta sección no se presenta en todos los tipos de TOEFL, aunque sí en el iBT, el más exigido.
  - La sección de escritura evalúa la capacidad de escribir en un entorno académico y contiene dos retos: un reto integrado y un reto independiente. Para el reto integrado, hay que leer un pasaje y escuchar un pasaje los cuales tratan del mismo tema académico. Después se tiene que escribir un resumen sobre los puntos claves de los dos pasajes y la relación entre ellos. Para el reto independiente, hay que escribir un ensayo que declara, explica y apoya su opinión sobre algún asunto. Es crucial que defiendan y apoyen su opinión sobre el asunto; no es suficiente escribir una lista de preferencias personales. Se manda las repuestas al OSN dónde cuatro jueces las evalúan.

## Escala de puntuación
Cada tipo de examen posee su propia escala de puntuación, existiendo tablas de conversión entre cada uno de ellos y con el Marco común europeo de referencia para las lenguas.